# خانه اکرمی
خانه اکرمی مربوط به اواخر دوره قاجار است و در آران و بیدگل، خیابان ولی عصر، محله سرکوچه دراز، جنب مسجد ملا شکرا، کوچه حاج محمد متوسل، پلاک ۳۲ واقع شده و این اثر در تاریخ ۳ خرداد ۱۳۸۶ با شمارهٔ ثبت ۱۹۱۶۳ به‌عنوان یکی از آثار ملی ایران به ثبت رسیده است.